# Niederschaeffolsheim
Niederschaeffolsheim (deutsch Niederschäffolsheim; auch Schaefelsheim oder Schafrolsheim) ist eine französische Gemeinde mit 1348 Einwohnern (Stand 1. Januar 2021) im  Département Bas-Rhin in der Europäischen Gebietskörperschaft Elsass und in der Region Grand Est.

## Geographie
Niederschaeffolsheim liegt etwa sieben Kilometer südwestlich von Hagenau.
Nachbargemeinden sind Haguenau im Norden, Weitbruch im Osten, Kriegsheim im Süden, Rottelsheim im Südwesten und Batzendorf im Westen.

## Geschichte
Im Jahr 1210 wird der Ort das erste Mal unter dem Namen Skaftolfesheim erwähnt.
Im Mittelalter und bis zum Westfälischen Frieden 1648 war Niederschäffolsheim ein deutsches Reichsdorf.

### Wappen
Das Wappen zeigt in Gold auf blauem Grund den mit dem Drachen kämpfenden Heiligen Michael, der auch Patron der Kirche ist.

### Bevölkerungsentwicklung

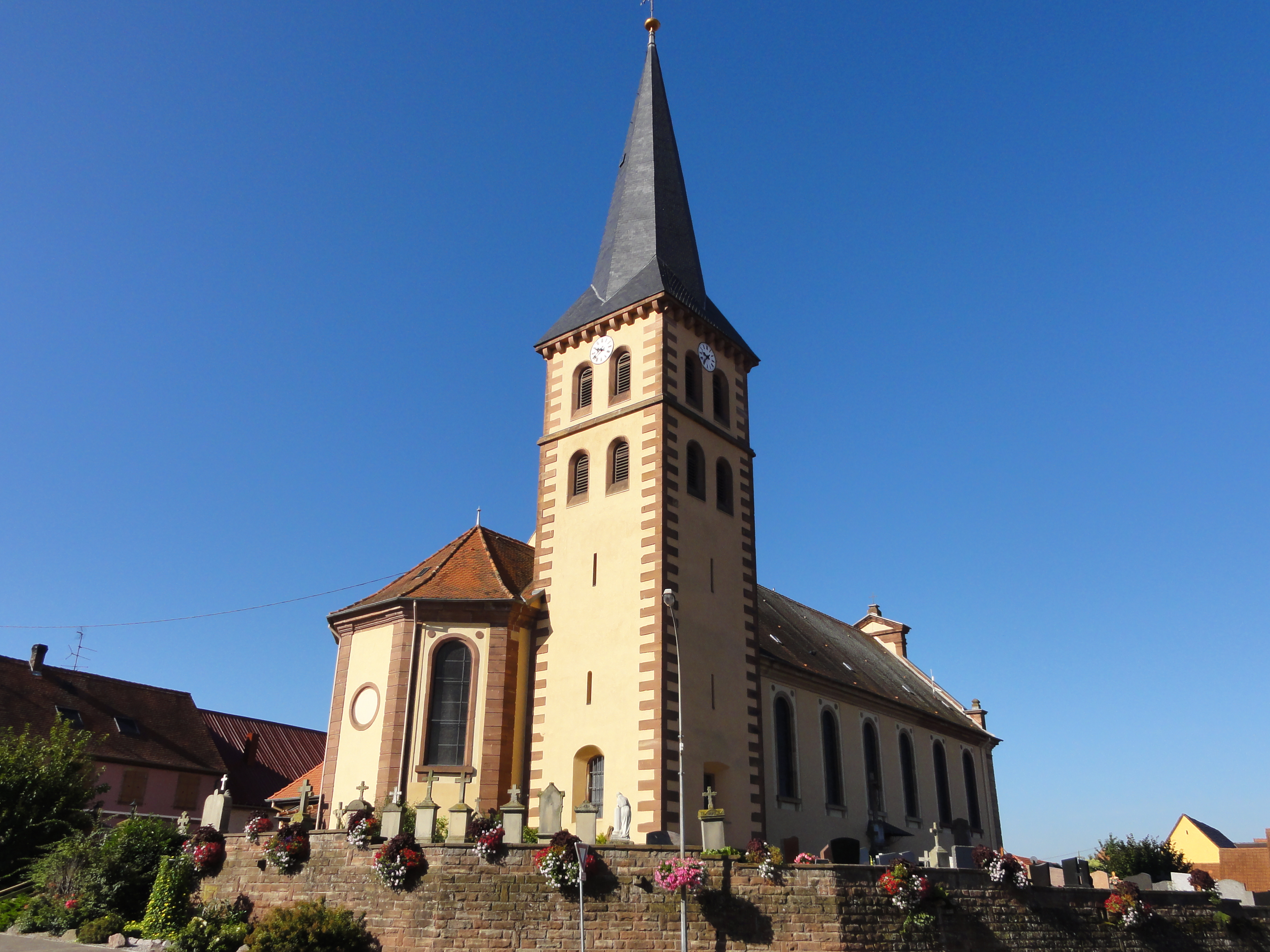
Pfarrkirche St. Michael

| 1962 | 1968 | 1975 | 1982 | 1990 | 1999 | 2006 | 2013 |
| ---- | ---- | ---- | ---- | ---- | ---- | ---- | ---- |
| 991  | 1042 | 1202 | 1222 | 1267 | 1268 | 1248 | 1372 |

## Sehenswürdigkeiten
Die Pfarrkirche St. Michael wurde 1780 nach Plänen des Architekten Nicolas Alexandre Salins de Montfort erbaut.

## Persönlichkeiten
- Joseph-Antoine Lang (* 1868 in Niederschaeffolsheim; † 1912), römisch-katholischer Geistlicher, Apostolischer Vikar von Costa di Benin.